# 阮福膺蕷
阮福膺蕷（越南语：／，1882年—1975年），阮朝宗室。

## 生平
阮福膺蕷1882年生於順化，祖父是綏理王阮福綿寊，父親是阮福洪蔎。
1895年至1900年，任國子監監簿。1897年至1900年，就讀於國學場。1900年至1906年，任國學場助理教授。1905年6月覈挑爲評價。1906年3月至11月，赴法學習。1907年，任廣知會（Société d’enseignement mutuel de l’Annam）祕書長。
在國學期間，膺蕷曾當過阮生恭（後來的胡志明）的法語老師。